# (859) Bouzaréah
(859) Bouzaréah (1916 c) – planetoida należąca do zewnętrznej części pasa głównego asteroid okrążająca Słońce w ciągu 5 lat i 300 dni w średniej odległości 3,24 au. Została odkryta 2 października 1916 roku w Algiers Observatory w Algierze przez Frédérica Sy. Nazwa planetoidy pochodzi od Bouzaréah w Algierze, miejsca, gdzie znajduje się Algiers Observatory.